# مطار بيروت رفيق الحريري الدولي

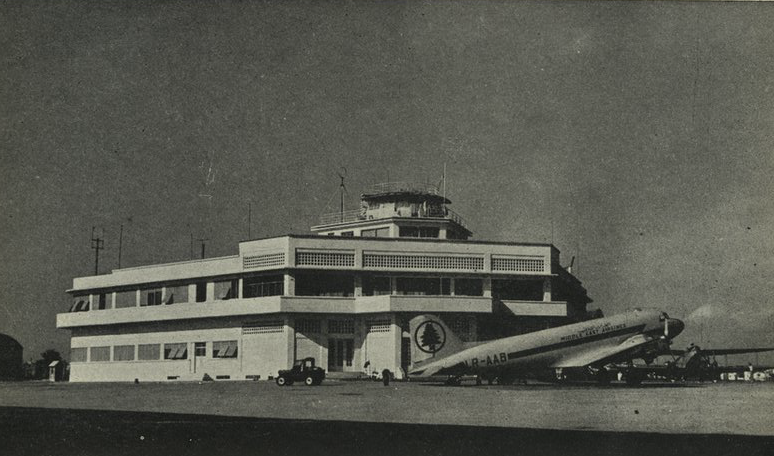
مطار بيروت في عام 1947

مطار بيروت الدولي أو مطار رفيق الحريري الدولي (بالفرنسية: Aéroport international de Beyrouth - Rafic Hariri) (إياتا: BEY، إيكاو: OLBA) هو مطار دولي يقع على بعد 9 كم من وسط العاصمة بيروت، ويعتبر مطار بيروت المطار التجاري الوحيد في لبنان، وهو المقر الرئيسي ومركز عمليات شركة طيران الشرق الأوسط (الخطوط الجوية اللبنانية)، كان يسمى في السابق مطار بيروت الدولي، إلا أن المديرية العامة للطيران المدني اللبنانية بدلت الاسم في يونيو 2005 إلى «مطار بيروت - رفيق الحريري الدولي» وذلك بعد اغتيال رئيس الوزراء اللبناني رفيق الحريري في 14 فبراير 2005.
ويُشكّل طريق المطار المحور الأساسي الذي يربط المطار بقلب العاصمة، ويُنظر إليه كواجهة أولى للبلاد أمام الزوار والمغتربين القادمين. وبسبب رمزيته ودوره الحيوي، كثيراً ما يُثار الجدل حول حالته الأمنية ومستوى الخدمات فيه، إضافة إلى مضمون اللافتات المنتشرة على جانبيه، والتي تترك أثرًا مباشرًا في الانطباع الأولي عن الدولة.

## نبذة تاريخية
عرفت بيروت الخدمات الجوية قبل أن يُبنى فيها المطار، فقد كانت بيروت محطة للطائرات البرمائية الفرنسية التابعة لطيران الشرق الذي كان يربط معظم المستعمرات الفرنسية ويسهل التواصل فيما بينها، وخلال الانتداب الفرنسي على لبنان، باشرت السلطات الفرنسية بتوسيع مرفأ بيروت مما استلزم استعمال كميات كبيرة من الرمال التي نُقلت من التلال الرملية في جنوب المدينة. مما ادّى إلى تسطيح هذه المنطقة التي عُرفت ببئر حسن والتي أصبحت المكان المثالي لإنشاء المطار، وبدأت أعمال البناء سنة 1936 وتم افتتاح المطار رسميا سنة 1938. عرف المطار نجاحاً فورياً بعد افتتاحه، وتوافدت عليه بعض شركات الطيران العاملة في هذا الوقت، مثل مصر للطيران والخطوط الجوية الفلسطينية.
عند استقلال لبنان عن الانتداب الفرنسي سنة 1946 أصبح مطار بيروت مرفأً مهماً ومقراً لطيران الشرق الأوسط وشركة طيران لبنان وهي شركة طيران تأسست سنة 1945 وكانت شركة إير فرانس تمتلك 60% من رأسمال الشركة. ومع النمو الاقتصادي للبنان كان لا بد من توسيع المطار وتطويره، فاختيرت منطقة «خلدة» التي تبعد 9 كم عن بيروت موقعاً جديداً لإنشاء المطار الحالي، وتم افتتاحه سنة 1954، وفي 7 يونيو 1963 اندمجت خطوط الشرق الأوسط مع طيران لبنان وأصبحت «طيران الشرق الأوسط - الخطوط الجوية اللبنانية». وفي 28 ديسمبر 1968 قصف الطيران الإسرائيلي ليلا مطار بيروت ودمّر 13 طائرة مدنية (قبل أن تسقط الدفاعات الجوية اللبنانية طائرتين إسرائيليتين) في رد على عملية خطف طائرة إسرائيلية في مطار اثينا على يد الجبهة الشعبية لتحرير فلسطين. أقفل المطار عدة مرات أثناء فترة الحرب اللبنانية، ففي 27 يونيو 1976 قصف المطار ونقلت إدارة طيران الشرق الأوسط إلى مطار اورلي - فرنسا. وفي منتصف نوفمبر 1976 تم افتتاح المطار مجدداً بعد 168 يوماً من الاقفال، وعاد طاقم إدارة طيران الشرق الأوسط إلى بيروت، وتم إعادة تأهيل المطار سنة 1977.
وفي عام 1982 قامت القوات الإسرائيلية باجتياح لبنان، وأقفل المطار لمدة 115 يوماً وقد قصفت القوات الجوية الإسرائيلية المطار، ودمرت 6 طائرات تابعة لطيران الشرق الأوسط من نوع بوينغ 727. وفي سبتمبر 1982 استأنف المطار رحلاته بعد أن تم تأهيل مدرجه، إلا أن سقط المطار تحت سيطرة الميليشيات سنة 1984
1985 اختطفت طائرة ال TWA الأميركية من مطار روما وتحولت رحلتها إلى مطار بيروت مما أدى إلى مقاطعة اميركية للمطار. وفي سنة 1986 سيطر الجيش السوري على المطار وأخرج الميليشيات منه.
شهد المطار في فترة التسعينات مرحلة إعادة التأهيل، كانت الأولى سنة 1994 والثانية سنة 2000. في 13 يوليو 2006 قصف المطار من قبل الجيش الإسرائيلي الذي دمر المدارج ومنع الطيران في الأجواء اللبنانية أثناء حرب لبنان 2006، وفي 17 أغسطس 2006 أعيد فتح المطار مرة أخرى بعد إعادة تأهيل المدرج الذي تم قصفه أثناء الحرب.
في فبراير 2025، منعت السلطات اللبنانية طائرة إيرانية التابعة لشركة ماهان إير من الهبوط في مطار بيروت الدولي، بعد تحذير من إسرائيل باستهداف المطار إذا سمح للطائرة بالهبوط. جاء هذا التحذير بسبب اتهامات إسرائيلية بإمكانية استخدام الطائرة في تهريب الأموال والأسلحة لحزب الله عبر المطار، وهو ما يثير قلقًا من تورط لبنان في أنشطة غير قانونية.
ردًا على هذا القرار، نظم أنصار حزب الله مظاهرات في محيط المطار، حيث أغلقوا الطرق المؤدية إليه وأشعلوا الإطارات احتجاجًا على الإجراءات المتخذة. عبر هؤلاء المتظاهرون عن رفضهم للقرار، مشيرين إلى أنه يتجاوز الحدود المسموح بها ويهدد سيادة لبنان.
وفي نفس الوقت، صرح وزير الأشغال العامة والنقل في لبنان، فايز رسامني، بأن قرار منع الطائرة الإيرانية من الهبوط ما زال ساري المفعول، مؤكدًا أن أمن المطار هو أولوية وأن كافة عمليات الدخول والخروج عبر المطار تخضع للمراقبة الدقيقة لضمان عدم وقوع أي نشاط غير قانوني. كما أضاف أن هناك حاجة إلى التفكير في استخدام مطار رينيه معوض في شمال لبنان في حال استمرار هذه التوترات.
وفي مقابلة تلفزيونية له في 1 أبريل 2025، قال رسامني إنّ المطار يتمتع بمستوى عالي من الحماية، وإنّ جهاز الأمن في المطار يعمل بشدة لإحباط أي محاولة تهريب عبر المطار. كما قال إنّ المطار تحت سلطة الدولة فقط. وفيما يتعلق بهبوط الطائرات الإيرانية، قال الوزير إنّ لا يوجد تفاوض بين لبنان وإيران حول هذا الموضوع، وقرار منع الهبوط لا يزال ساريًا.

## مبنى الركاب

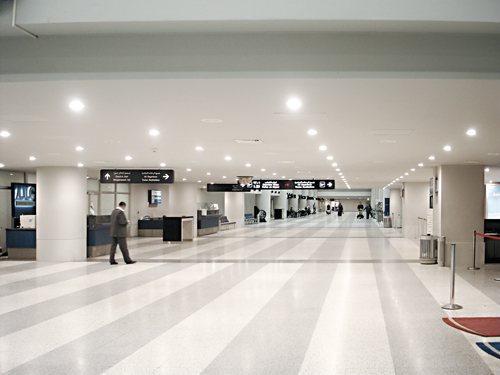

يضم مبنى الركاب قاعة كبيرة تحوي كل محطات بيع تذاكر السفر ومطاعم متنوعة يمكن للمودعين والمسافرين استخدامها قبل إنهاء معاملات السفر، إضافة إلى مصرف ومركز بريد ومكاتب لتأجير السيارات السياحية وأخرى لممثلي الفنادق. وتضم قاعة الذهاب 84 كاونتر مكتملة وجاهزة للاستعمال لتسهيل حركة المسافرين وتسريعها، والتي ينتقل المسافر منها إلى بوابات المغادرة وعددها 24 بوابة، ويضم المبنى السوق الحرة بمساحة لا تقل عن 5 آلاف متر مربع، ومكاتب شركات الطيران، ومطعم للوجبات السريعة، ومصلى، وكنيسة، ومستوصف وحضانة أطفال. واستحدث في المبنى أيضاً مركز انتقال لركاب العبور الترانزيت بمساحة 1600 متر مربع تقريباً، وهو يؤمن الاحتياجات اللازمة لمستخدميه خلال فترات الانتظار الطويلة.

## خطوط وشركات الطيران
- طيران الشرق الأوسط (أبوظبي، أبيدجان، أكرا، عمان، أثينا، بغداد، البصرة، بروكسل، القاهرة، كوبنهاغن، الدمام، الدوحة، دبي، أربيل، فرانكفورت، جنيف، إسطنبول، جدة، كانو، الكويت، لاجوس، لارنكا، لندن، المدينة المنورة، ميلان، النجف، باريس، الرياض، روما، يريفان)
- ترانسافيا (باريس، امستردام).
- مصر للطيران (القاهرة).
  - مصر للطيران إكسبريس (شرم الشيخ، الإسكندرية).
- إيروفلوت (موسكو).

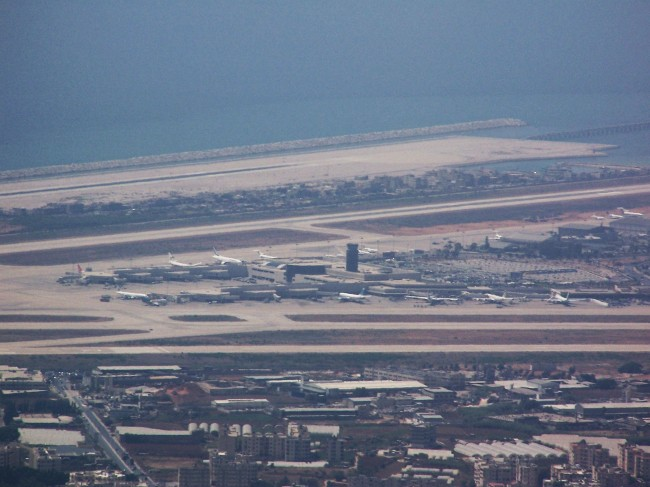

- الخطوط الجوية الجزائرية (الجزائر).
- الخطوط الجوية الفرنسية (باريس).
- الخطوط الجوية الإيطالية (روما).
- بي إم أي (لندن).
- طيران الإمارات (دبي).
- الخطوط الجوية الأثيوبية (أديس أبابا).
- طيران الاتحاد (أبوظبي).
- طيران الخليج (المنامة).
- الخطوط الجوية العراقية (بغداد).
- الخطوط الجوية الكويتية (الكويت).
- الخطوط الجوية الليبية (طرابلس).
- لوفتهانزا (فرانكفورت).
- خطوط أولمبيك الجوية (أثينا).
- مبنى مطار بيروت في عام 1982الطيران العماني (مسقط).
- الخطوط الجوية القطرية (الدوحة).

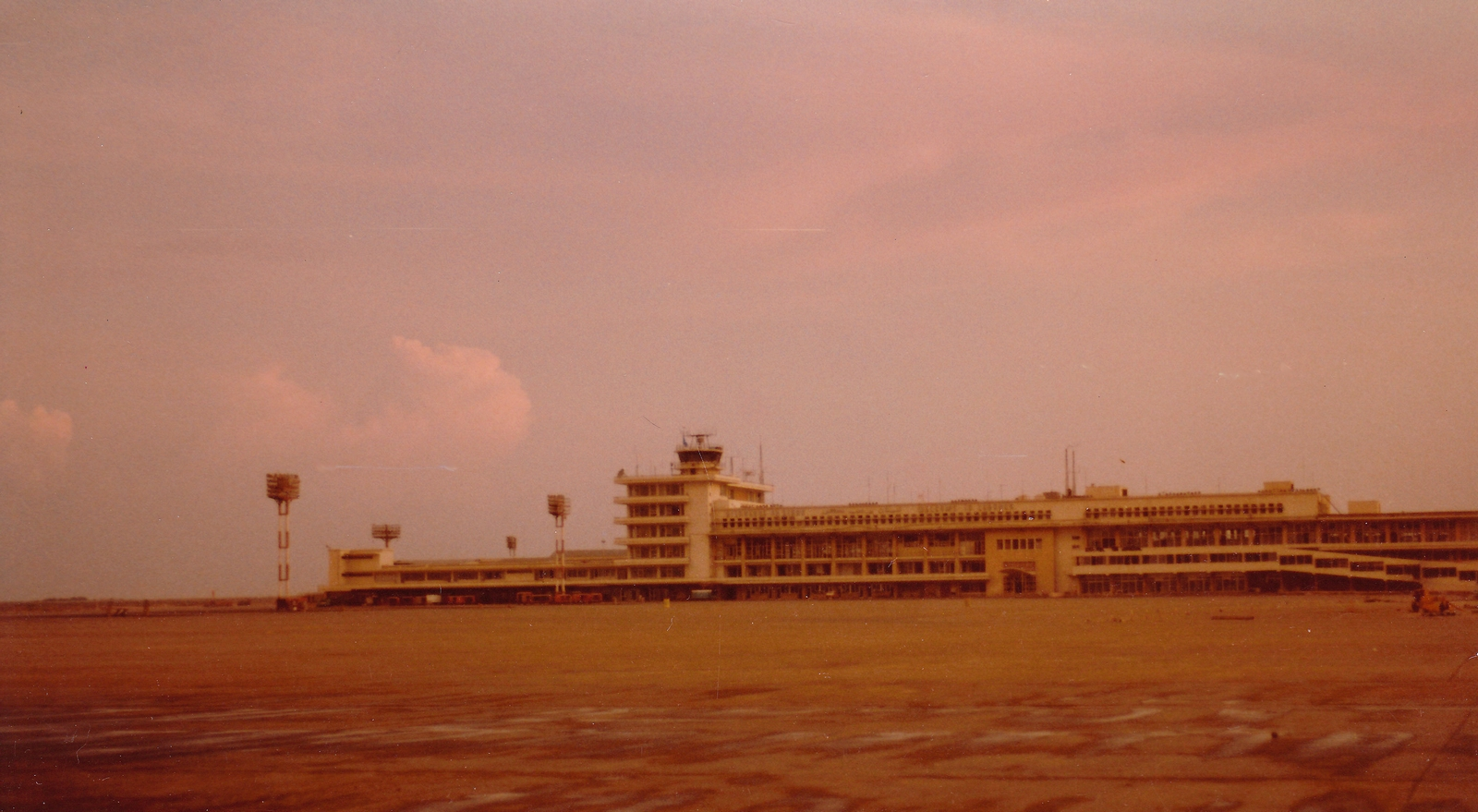
مبنى مطار بيروت في عام 1982

- الخطوط الملكية المغربية (الدار البيضاء).
- الملكية الأردنية (عمان).
- الخطوط الجوية العربية السعودية (الرياض، جدة، المدينة المنورة).
- الخطوط الجوية السودانية (الخرطوم).
- الخطوط الجوية الدولية السويسرية (زيورخ).
- الخطوط الجوية السورية (دمشق، حلب).
- طائرات مطار بيروت في عام 1982الخطوط الجوية التركية (أسطنبول).
- الخطوط التونسية (تونس).
- الخطوط الجوية اليمنية (صنعاء).
- العربية للطيران (الشارقة).
- طيران الجزيرة (الكويت).
- طيران البحرين (البحرين).
- إيران للطيران (طهران).

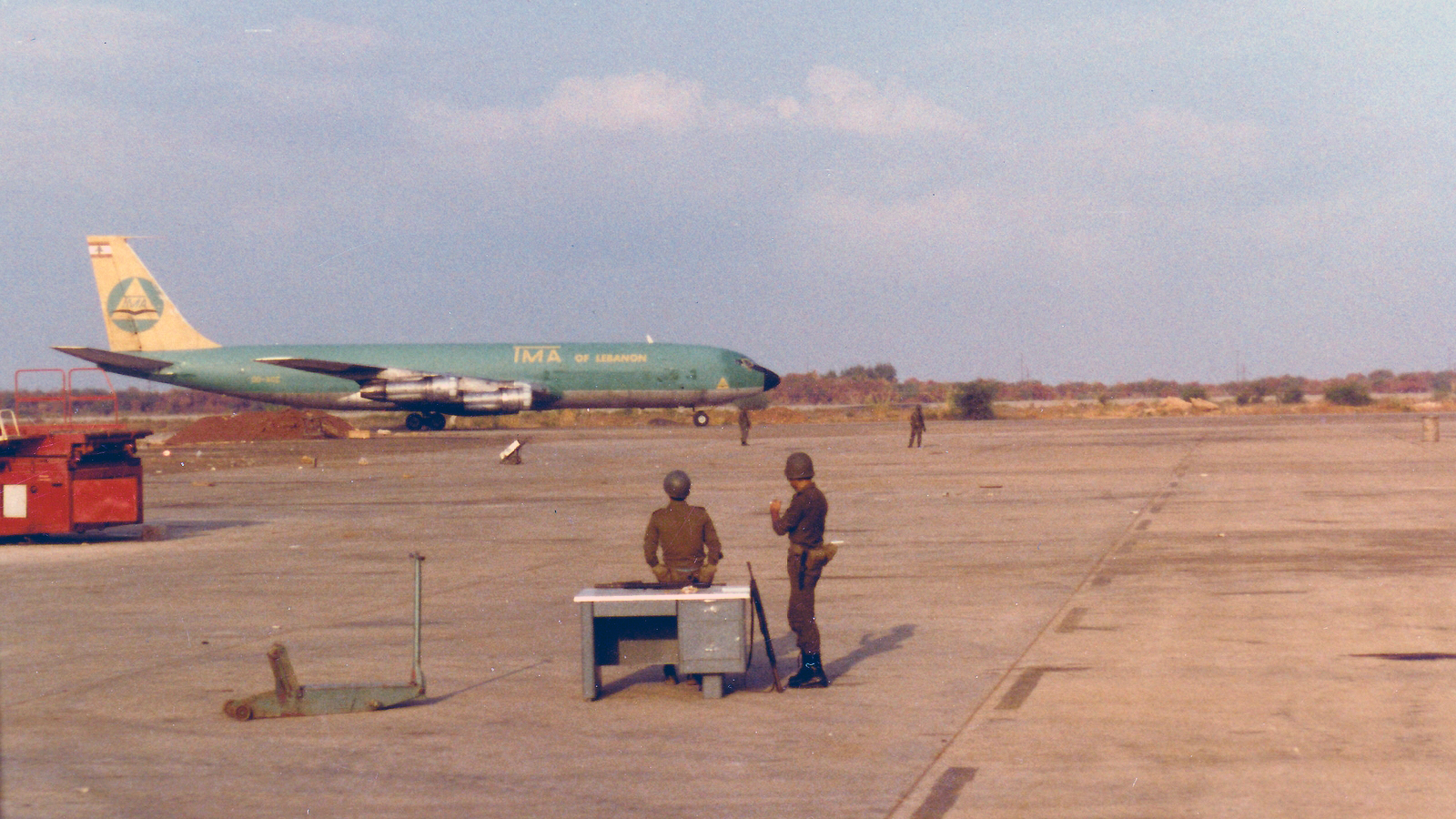
طائرات مطار بيروت في عام 1982

- الخطوط الجوية الماليزية (كوالامبور).
- طيران ناس (جدة).
- صن إكسبريس (أنطاليا).
- الخطوط الوطنية (الكويت).
- فلاي دبي (دبي).
- طيران سما (جدة، الرياض).
- كوندور للطيران (فرانكفورت).

TAROM AIRLINES (BUCHAREST,ROMANIA)

### شركات الشحن
- الخطوط الجوية الجزائرية للشحن.
- إير فرانس للشحن.
- طيران الإمارات للشحن الجوي.
- كي إل إم للشحن الجوي.
- لوفتهانزا للشحن.
- القطرية للشحن الجوي.

## الحوادث والوقائع
- في 21 نوفمبر 1959 تحطمت طائرة أريانا الأفغانية للرحلة رقم 202 بالقرب من بيروت أثناء رحلة من بيروت إلى طهران مما أسفر عن مقتل 24 من أصل 27 راكبًا وطاقمًا كانوا على متن طائرة دوغلاس دي سي-4.
- في 23 فبراير 1964 تعرضت طائرة فيكرز فيكونت SU-AKX التابعة للخطوط الجوية العربية المتحدة لأضرار بالغة لا يمكن إصلاحها اقتصاديًا في هبوط ثقيل.[15]
- في 30 سبتمبر 1975 تحطمت طائرة توبوليف تو-154 تابعة لشركة ماليف للخطوط الجوية المجرية رحلة ماليف رقم 240 في البحر أثناء اقترابها من المطار. لا يزال السبب والظروف غامضين، ولكن يُرجَّح أنها أُسقطت. وقُتل جميع الركاب الخمسين وأفراد الطاقم العشرة.
- في سبتمبر/أيلول 1970 اختُطفت طائرة بان آم الرحلة 93 أثناء توجهها إلى نيويورك. هبطت الطائرة للتزود بالوقود ولتقلّ خاطفًا آخر من الجبهة الشعبية لتحرير فلسطين. ثم نُقلت جوًا إلى القاهرة حيث فُجّرت.
- في 17 مايو/أيار 1977 تحطمت طائرة أنتونوف أن-12 ( SP-LZA) وهي طائرة شحن استأجرتها شركة الخطوط الجوية البولندية LOT من القوات الجوية البولندية بطاقمها متجهة إلى لبنان محملة بشحنة من الفراولة الطازجة على بُعد 8 كيلومترات من مطار بيروت ما أسفر عن مقتل جميع أفراد الطاقم الستة والركاب الثلاثة. وتحطمت الطائرة بسبب ضياع ترجمة الطاقم (أي أن الطاقم الناطق بالبولندية لم يفهم اللغة العربية اللبنانية) مما دفع الطاقم إلى تكرار أمر الهبوط لتصطدم الطائرة دون قصد بجبل.
- في 23 يوليو 1979 تحطمت طائرة بوينج 707-320 سي تابعة لشركة TMA كانت في رحلة تجريبية لأربعة مساعدين طيارين كانوا على وشك الترقية إلى رتبة كابتن في أثناء هبوطها للمرة الثالثة. لامست الطائرة الأرض لكنها انحرفت يمينًا ويسارًا ويمينًا مرة أخرى قبل أن يصطدم جناحها بالأرض مما تسبب في انقلابها وتوقفها مقلوبة على ممر الطائرات. قُتل جميع أفراد الطاقم الستة.[16]
- في 8 يناير 1987 دمرت طائرة بوينج 707-323C OD-AHB التابعة لشركة طيران الشرق الأوسط بالقصف بعد هبوطها.[17]
- في 25 يناير 2010 تحطمت طائرة الخطوط الجوية الإثيوبية الرحلة 409 المتجهة إلى أديس أبابا بإثيوبيا وعلى متنها 90 راكبًا (منهم 54 لبنانيًا) في البحر الأبيض المتوسط بعد وقت قصير من إقلاعها مما أسفر عن مقتل جميع من كانوا على متنها.[18][19]

## وصلات خارجية
- الموقع الرسمى لمطار بيروت